# I Lied My Face Off
I Lied My Face Off é um EP da banda de Punk Rock californiana Alkaline Trio, realizado em 20 de Julho de 1999, pela gravadora Asian Man Records. Esse EP acabou resultando no primeiro video clipe da banda, feito para a música "Goodbye Forever". As 4 faixas do EP apareçeram mais tarde naquele mesmo ano na compilação Alkaline Trio.

## Recepção
Mike DaRonco do AllMusic disse que o EP é "rápido, porém forte". Também disse que "o Alkaline Trio sempre consegue atrair [para ouvir suas músicas] um público que acha que as coisas não estão indo da maneira delas".

## Faixas
Todas as músicas foram escritas por Matt Skiba, Dan Adriano e Glenn Porter.
Lado A
| N.º | Título                     | Duração |  |
| 1.  | "Goodbye Forever"          | 2:50    |  |
| 2.  | "This Is Getting Over You" | 4:47    |  |

Lado B
| N.º            | Título               | Duração |  |
| 3.             | "Bleeder"            | 4:30    |  |
| 4.             | "I Lied My Face Off" | 4:09    |  |
| Duração total: | Duração total:       | 16:16   |  |

## Envolvidos
- Matt Skiba - Vocais nas faixas 1 e 3, Guitarra, Vocais de apoio no resto
- Dan Adriano - Vocais nas faixas 2 e 4, Baixo, Vocais de apoio no resto
- Glenn Porter - Bateria